# Crecida de los lagos Enriquillo y Azuey

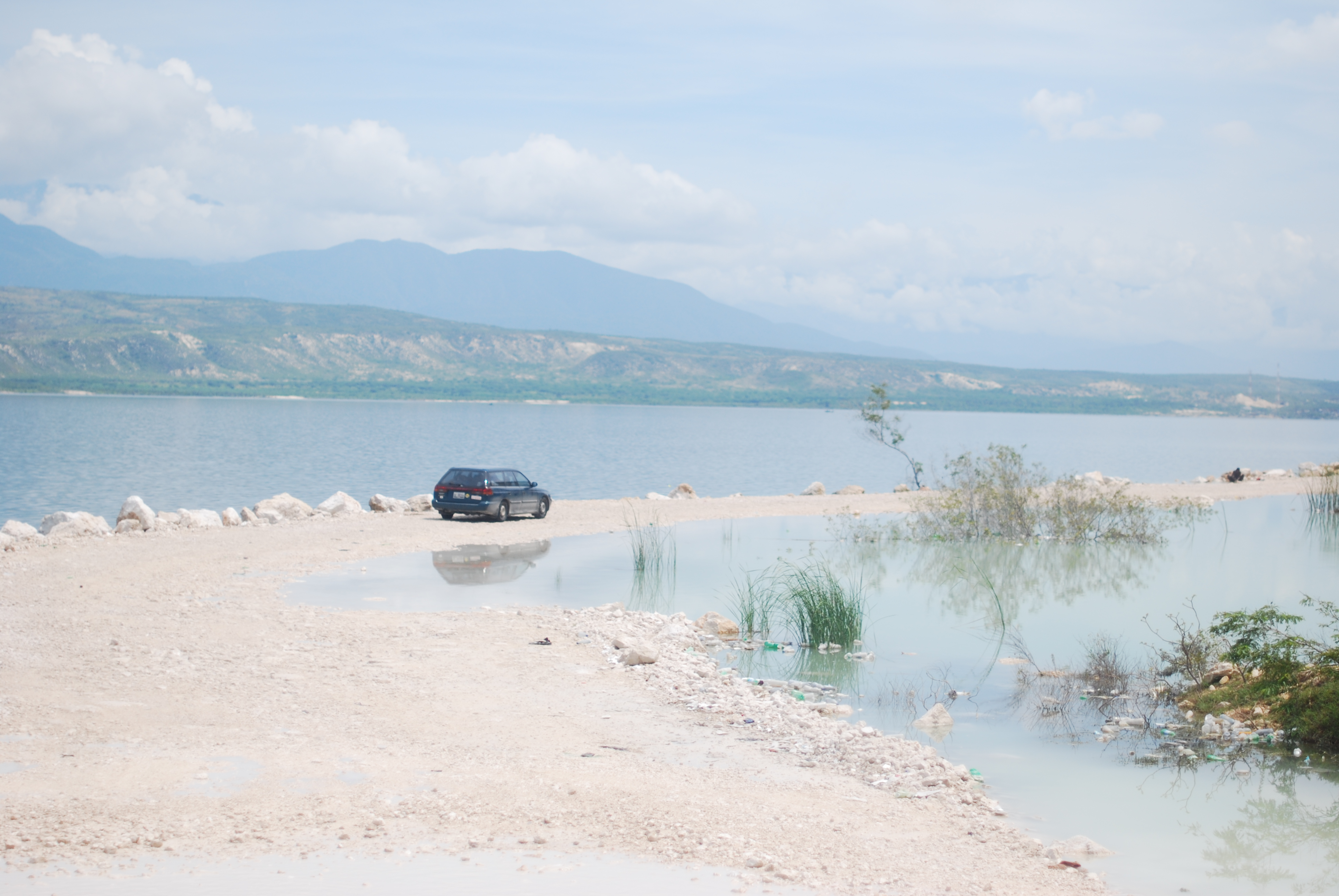
Carretera internacional parcialmente inundada por la laguna del Fondo, también llamada "lago Azuey".

Desde el paso en 2007 de las tormentas tropicales Noel y Olga en la que cayeron 700 mm de lluvia (el equivalente a la lluvia de 18 meses en la región), y de cuatro tormentas más en 2008, los lagos Azuey y Enriquillo (el primero entre Haití y la República Dominicana, el segundo sólo en esta última) empezaron a crecer debido a diversos factores entre los cuales se destacan:
- Aumento notable en la pluviosidad o aumento de lluvias, mayormente debido a los susodichos ciclones.
- Descenso en la evaporación, causado por una mayor nubosidad y el consecuente descenso en la radiación solar.
- Aumento importante en el volumen de agua recibido a través de sus afluentes fluviales, incluso de los subterráneos.

Actualmente la carretera internacional que une a Jimaní en la República Dominicana con Mal Paso (Malpasse) en Haití está totalmente inundada, así como la aduana, los puestos de vigilancia fronterizos y la zona del mercado binacional. Los poblados de Boca de Cachón, La Descubierta, Vengan a Ver, Las Clavelinas, Duvergé y Postrer Río se encuentran amenazados por el Lago Enriquillo, mientras que Jimaní, Mal Paso, La Source y los suburbios de Puerto Príncipe lo están por el Lago Azuey.
La superficie original del lago Enriquillo que era de unas 17 200 hectáreas o 172 kilómetros cuadrados, aumentó a 26 569 hectáreas a enero de 2009, un mes después, febrero de 2009, su tamaño aumentó hasta las 28 134 hectáreas; ya en octubre de 2011 su superficie llegó a superar las 37 500 hectáreas, cifra que equivale a 375 kilómetros cuadrados.[actualizar]

## Evolución de la situación
Tras el paso de varias tormentas y ciclones tropicales (Fay, Gustav, Hanna, Ike) en la isla de la Hispaniola en el transcurso de tres semanas en los meses de agosto y septiembre de 2008, se empezó a notar un aumento en el tamaño del lago Enriquillo, crecimiento que ha sido constante en los últimos años y que se ha acelerado en los últimos meses.
En un principio, la Laguna Rincón evacuaba agua hacia el lago a través del canal Trujillo, que lleva agua potable a las áridas zonas de cultivo para la irrigación; debido tanto a las lluvias extremas causadas por los ciclones, como por el río Yaque del Sur, que se desvió de su cauce y parte de sus aguas empezaron a fluir hacia la Laguna Rincón.
Fue en febrero de 2009 cuando la situación empezó a cobrar notoriedad en la República Dominicana, cuando ya habían sido anegadas 283 779 tareas (17 845.7 hectáreas) de terreno en casi su totalidad cultivado.